# Bunnings NPC 2022
Bunnings NPC 2023 è la 47ª edizione del National Provincial Championship, il campionato nazionale provinciale neozelandese, nonché la 17ª con la nuova formula NPC.
Vi hanno preso parte 14 squadre.
La stagione 2022 del Bunnings NPC è stata la 17ª stagione della competizione provinciale di rugby union della Nuova Zelanda, il National Provincial Championship, dal momento in cui è diventata professionale nel 2006. Ha coinvolto le quattordici union provinciali più importanti della Nuova Zelanda compongono due gironi da 7, chiamati conference. Le prime 4 di ogni conference accedono ai play-off. Questo sarà l'ultimo anno con questo format; dalla stagione successiva verrà adottata la formula del girone unico. Per motivi di sponsorizzazione, la competizione è conosciuta come Bunnings NPC. La stagione regolare è iniziata venerdì 5 agosto 2022. La Finale si è svolta sabato 22 ottobre 2022.

## Classifiche
Stagione regolare:
Odds Conference: 
| # | Team             | PTS | G  | V | N | P | pf  | ps  | d.   |
| 1 | Wellington       | 38  | 10 | 8 | 0 | 2 | 299 | 240 | 59   |
| 2 | Waikato          | 36  | 10 | 7 | 1 | 2 | 301 | 208 | 93   |
| 3 | Bay of Plenty    | 34  | 10 | 6 | 0 | 4 | 325 | 232 | 93   |
| 4 | Hawke's Bay      | 31  | 10 | 5 | 1 | 4 | 294 | 234 | 60   |
| 5 | Otago            | 27  | 10 | 5 | 0 | 5 | 274 | 269 | 5    |
| 6 | Counties Manukau | 20  | 10 | 3 | 0 | 7 | 256 | 335 | -79  |
| 7 | Southland        | 9   | 10 | 1 | 0 | 9 | 229 | 430 | -201 |

Evens Conference: 
| # | Team          | PTS | G  | V | N | P  | pf  | ps  | d.   |
| 1 | Canterbury    | 46  | 10 | 9 | 0 | 1  | 389 | 208 | 181  |
| 2 | North Harbour | 32  | 10 | 6 | 0 | 4  | 390 | 245 | 145  |
| 3 | Auckland      | 30  | 10 | 6 | 0 | 4  | 282 | 247 | 35   |
| 4 | Northland     | 27  | 10 | 6 | 0 | 4  | 212 | 265 | -53  |
| 5 | Tasman        | 24  | 10 | 4 | 0 | 6  | 282 | 282 | 0    |
| 6 | Taranaki      | 15  | 10 | 3 | 0 | 7  | 193 | 270 | -77  |
| 7 | Manawatu      | 5   | 10 | 0 | 0 | 10 | 212 | 473 | -261 |

### Play-off
Quarti di finale
- Wellington -  Hawke's Bay  28-21
- North Harbour -  Auckland  18-21
- Waikato -  Bay of Plenty  27-34
- Canterbury -  Northland  23-16

Semifinali
- Wellington -  Auckland  54-19
- Bay of Plenty -  Canterbury  10-24

Finale
- Wellington -  Canterbury  26-18